# Вилакази, Бенедикт Уоллет
Бенедикт Уоллет Вилакази (англ. Benedict Wallet Vilakazi; 6 января 1906, Квадукуза, Капская колония — 26 октября 1947, Йоханнесбург, Южно-Африканский Союз) — южно-африканский поэт, писатель
, филолог, лингвист, переводчик.
Писал на языке зулу.

## Биография
Родился в семье зулусского вождя.
Обучался в Университете Южной Африки.
В 1936 году окончил Витватерсрандский университет, где позже работал преподавателем.
Автор поэтических сборников «Песни зулуса» («Inkondlo kazulu», 1935, русский перевод — 1962) и «Небосвод» («Amal’ezulu», 1945). Поэзия Вилакази, тесно связанная с зулусским фольклором, отличается жанрово-тематическим разнообразием (пейзажные зарисовки, лирика, философские медитации, гражданственно-патриотические стихи и др.).
Романы «Даже если долго» («Noma nini», 1935), «Дингисвайо, сын Джобе» («Dingiswayo ka Jobe», 1939) и «Воистину» («Njanempelа», 1944) — о борьбе зулусов против колонизаторов.
Среди научных трудов Вилакази: «Поэзия и драматургия Африки» («African drama and poetry», 1939), «Устная и письменная литература народов нгуни» («The oral and written literature in Nguni», 1946) и др.
Совместно с лингвистом К. М. Доуком создал первый полный Зулу-английский словарь (1948, посмертно).
В 2016 году посмертно был награждён Орденом Ихаманги, одной из высших наград ЮАР.
Умер от Менингита.